# Каракол
Каракол (кирг. и рус. Каракол) је град Киргистана, државе у средњој Азији и центар Исик-куљске области. На киргиском језику име Каракол значи Црна (Кара) рука (кол). За време Совјетског савеза град се звао Пржеваљск.

## Историја
Место је основано 1869. као војно-логистички центар на каравнском путу у клисури реке Чу и напред према кинеском Кашгару. 1889. град је преименован у Пржеваљски, по руском географу и истраживачу пољској рода Николају Михајловичу Пржеваљскому, који је умро у овом граду на својој петој експедицији у Тибет. Након распада Совјетског Савеза, 1992. град је поновно назван по реки Каракол, док је име Пржеваљски преузео мањи туристички градић Пристан Пржеваљски који лежи неколико километара северније од Каракола, уз језеро Исик-кул.

## Економија
Град се због оближњег језера Исик-кул и горског ланца Тјен Шан бави туризмом. 

## Демографија
Каракол је као град централне Азије богат са различитим националностима. У граду се налази и дунганска џамија (кинеских муслимана), која је преживела Октобарску револуцију. Џамија је за разлику од уобичајене архитектуре рађена у облику кинеских пагода са торњем.
Према попису из 2009 у граду живи:
- Киргизи — 43 951 или 69,3 %
- Руси — 10 762 или 17,0 %
- Ујгури — 2493 или 3,9 %
- Узбеци — 2156 или 3,4 %
- Татари — 1102 или 1,7 %
- Дунгани — 942 или 1,5 %
- Казахи — 678 или 1,1 %
- Калмици — 544 или 0,9 %